# Kuusisaari (ö i Lappland, Tornedalen)
Kuusisaari är en ö i Finland. Den ligger i sjön Miekojärvi och i kommunen Pello i den ekonomiska regionen  Tornedalens ekonomiska region  och landskapet Lappland, i den norra delen av landet, 700 km norr om huvudstaden Helsingfors. Öns area är 16 hektar och dess största längd är 0,6 kilometer i nord-sydlig riktning.